# レイン (シドの曲)
「レイン」は、シドの楽曲。同グループメジャー6枚目のシングルとして2010年6月2日にキューンレコードから発売された。作詞はマオ、作曲はゆうやにより行われた。

## 概要
3rdシングル「嘘」以来の 『鋼の錬金術師 FULLMETAL ALCHEMIST』のタイアップとなった。初回盤にはAとBタイプがあり、それぞれに収録内容の異なるライブDVDが封入されている。
2010年6月2日付のオリコン・シングルデイリーチャートにて自身初となる1位を獲得した。この楽曲でこれまでのシングルの最高初動売上枚数を記録した。
2010年の年間シングルランキングでは85位にランクインし、3rdシングル「嘘」以来の年間チャートTOP100入りを果たした。マオのブログでの「ボイトレします宣言」前の最後の楽曲。

## 収録曲
全作詞：マオ
1. レイン [4:16]
  - 作曲：ゆうや、編曲：シド・西平彰

MBS・TBS系アニメ『鋼の錬金術師 FULLMETAL ALCHEMIST』最終期オープニングテーマ。
2. cut [3:40]
  - 作曲：御恵明希、編曲：西平彰・Takayuki Kato
3. chapter 1（Live from 『いちばん好きな場所2010』） [4:42]
作曲：御恵明希、編曲：シド・西平彰

## 収録アルバム
1. レイン
  - 2nd/7thスタジオ・アルバム『dead stock』
  - 1stベスト・アルバム『SID 10th Anniversary BEST』
  - 2ndベスト・アルバム『SID ALL SINGLES BEST』
  - 3rdベスト・アルバム『SID Anime Best 2008-2017』
2. cut
  - 2ndカップリング・ベスト『Side B complete collection〜e.B 2〜』